# A. J. Davis
Antonio Lee Davis Jr. (Indianapolis, Indiana; 15 de mayo de 1995) es un jugador de baloncesto estadounidense que pertenece a las filas del Niagara River Lions de la CEBL. Con 2,06 metros de altura y ocupa la posición de ala-pívot.
Es hijo del exjugador de la NBA Antonio Davis.

## Trayectoria deportiva
Se formó como jugador en la Universidad de Tennessee en la que jugó durante una temporada con los Tennessee Volunteers en la temporada 2013–2014. Tras una temporada en blanco, ingresó en la Universidad de Florida Central para jugar durante tres temporadas con los UCF Knights desde 2015 a 2018 en la NCAA. 
Tras no ser drafteado en 2018, el 5 de septiembre de 2018 decidió dar el salto a Europa y fichar por el Prishtina de la Superliga de baloncesto de Kosovo. Davis promedió 8,3 puntos, 5,7 rebotes y 1,9 asistencias en nueve partidos de la Superliga, 11,8 puntos y 3,5 rebotes en ocho partidos de la Copa de Europa FIBA y 21 puntos y 7,0 rebotes en dos partidos de la Liga de Campeones. 
El 4 de enero de 2019, firmó con los Brisbane Bullets de la Liga Nacional de Baloncesto de Australia (NBL), en el que promedió 3,8 puntos y 1,8 rebotes en 12 partidos para los Bullets.
El 7 de marzo de 2019, regresa a Estados Unidos para jugar en los Delaware Blue Coats de la NBA G League. Davis solo jugó dos partidos con Delaware, anotando tres puntos con seis rebotes, mientras permanecía en su equipo hasta el final de la temporada 2018-19. 
En verano de 2019, disputó dos encuentros de la liga de verano de la NBA en Las Vegas con Philadelphia Sixers.
El 25 de noviembre de 2019, fue adquirido por los Stockton Kings de la NBA G League.
El 4 de enero de 2020, firmó con el Real Estelí Baloncesto de la Liga Superior de Baloncesto de Nicaragua.
El 25 de septiembre de 2020, firmó con BC Luleå de la liga sueca.
El 31 de enero de 2021, firma por el Charilaos Trikoupis B.C. de la A1 Ethniki, hasta el final de la temporada.
Davis fue integrate del equipo que se coronó campeón del Torneo Superior de Baloncesto dominicano, el Mauricio Báez club en junio de 2021.
El 26 de abril de 2022, firma por el Niagara River Lions de la CEBL canadiense.
El 20 de agosto de 2022, regresa a Grecia al Apollon Patras, donde disputa 22 encuentros.
El 23 de marzo de 2023, vuelve a los Niagara River Lions.

## Vida personal
Es hijo del exNBA Antonio Davis y hermano mellizo de la jugadora de la WNBA, Kaela Davis.